# Felix Maxim Eller
Felix Maxim Eller (* 6. Dezember 1992 in Unna) ist ein deutscher Regisseur, Drehbuchautor und Filmproduzent.

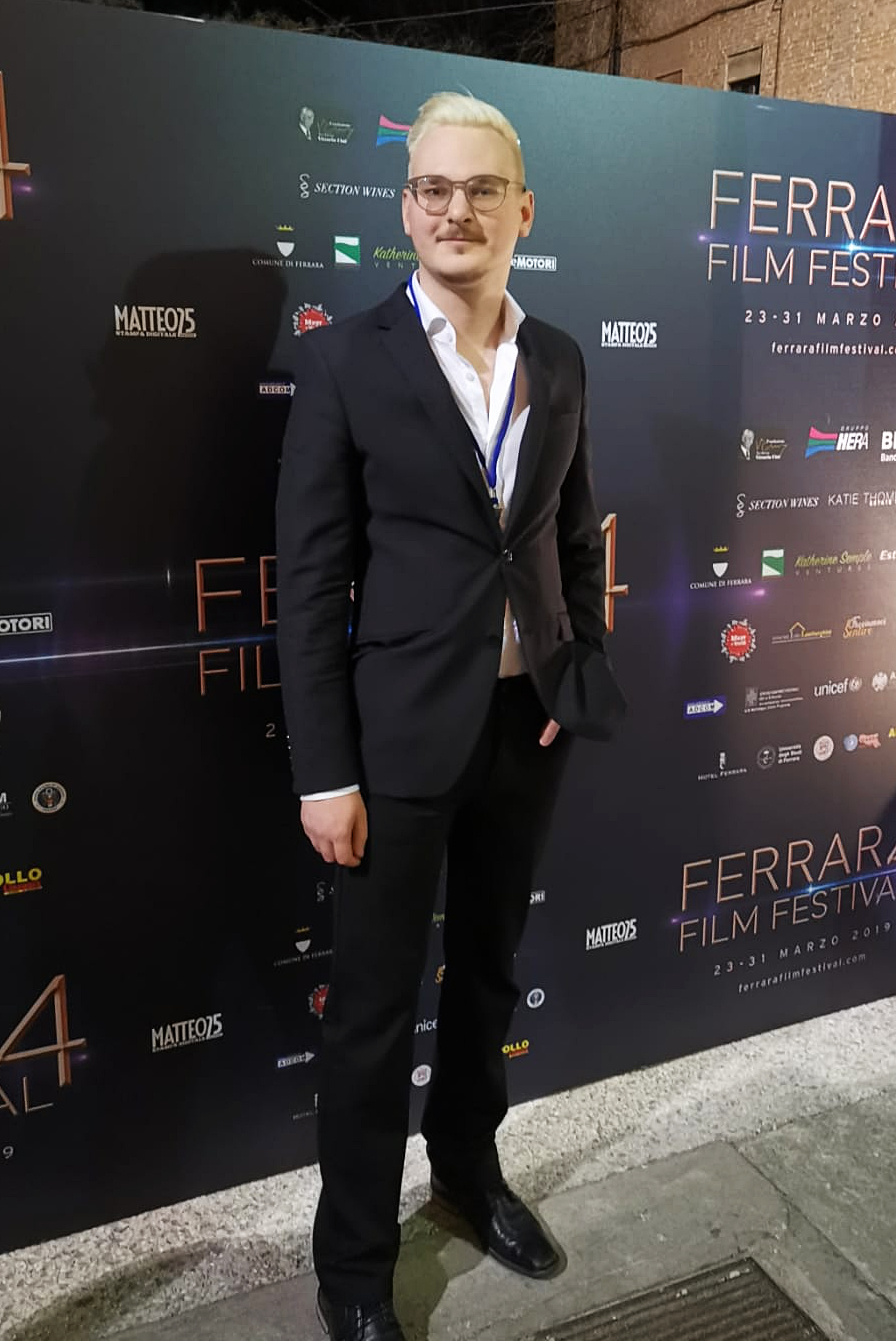
Felix Maxim Eller beim Ferrara Film Festival 2019

## Biografie
Felix Maxim Eller wuchs in Unna auf. Er besuchte bis 2012 das Ernst-Barlach-Gymnasium in Unna.
Seine ersten Kurzfilme minimal (2011) und Zahlen Bitte! (2013) gewannen Preise bei lokalen Filmfestivals. Ellers Spielfilmdebüt, die Komödie Young and Wild, welche er noch als Schüler realisierte, feierte 2014 auf dem Filmfestival Max-Ophüls-Preis Premiere. Nach einer Festivaltour durch Deutschland wurde der Film auf der Videoplattform YouTube veröffentlicht und konnte bisher über 31 Millionen Aufrufe erzielen (Stand: Januar 2024).
2015 wurde Eller künstlerischer Leiter des Nachwuchs-Kurzfilm-Festivals „Christian-Tasche-Filmpreis“ in Unna. Er studierte von 2014 bis 2018 an der Filmhochschule der Fachhochschule Dortmund. Sein zweiter Spielfilm All Eyes on You wurde 2018 unter anderem auf dem Internationalen Film Festival in Shanghai und dem Berlin Independent Film Festival aufgeführt. Beim Red Cedar Film Festival in Wisconsin gewann All Eyes on You im Spielfilm-Wettbewerb den Preis als bester Film. Weiterhin wurde Eller beim Romford Film Festival in Großbritannien für seine Arbeit als bester Regisseur ausgezeichnet.
2019 erhielten Felix Maxim Eller und Jan Scharfenberg das Stipendium des Mediengründerzentrums NRW für ihre Filmproduktionsfirma Lost Tape.
Ellers Drehbuch für den Coming-Of-Age-Thriller Partygirls wurde 2021 von der Film- & Medienstiftung NRW gefördert.
2023 fanden in Unna die Dreharbeiten zu "30 and Wild", einer Fortsetzung von Young and Wild, statt. Der Film soll 2024 erscheinen.

## Filmografie
- 2011: minimal, Kurzfilm
- 2013: Zahlen Bitte! Kurzfilm
- 2014: Young and Wild
- 2018: All Eyes on You[15]
- 2024: 30 and Wild